# Светло сиво / Прекрасен свят
„Светло сиво / Прекрасен свят“ (на македонска литературна норма: „Светло сиво / Прекрасен свет“) е филм от Република Македония от 1993 година, драма на режисьора Сърджан Яникиевич по сценарий на Петър Богоевски.